# Fabiano (ur. 1988)
Fabiano, właśc. Fabiano Ribeiro de Freitas (ur. 29 lutego 1988) – brazylijski piłkarz grający na pozycji bramkarza w klubie Fenerbahçe SK.

## Kariera piłkarska
W 2006 r. w wieku osiemnastu lat dołączył do zespołu São Paulo. Podczas swojego czteroletniego pobytu zagrał tylko w dwóch meczach. Zadebiutował 13 października 2007 r. w zremisowanym 1-1 meczu z Fluminense na Maracanie. 18 maja 2011 r. Fabiano przeniósł się do portugalskiego klubu Olhanense. Jego debiut miał miejsce w spotkaniu ze Sportingiem 13 sierpnia 2011 r. Po jednym udanym sezonie w barwach Olhanense zainteresowało się nim FC Porto. Pod koniec maja 2012 r. został on zakupiony przez ekipę Dragões. Pełnił rolę rezerwowego bramkarza, ponieważ bramkarzem pierwszej drużyny był Helton. Jednak z powodu kontuzji doświadczonego bramkarza dostał szansę gry w pierwszym składzie. Wraz z Porto zdobył dwukrotnie Superpuchar Portugalii. W dniu 21 kwietnia 2015 r. w wyjazdowym meczu ćwierćfinału Ligi Mistrzów z Bayernem Monachium wpuścił sześć bramek, a jego drużyna poniosła największą porażkę w historii swoich występów w europejskich pucharach. W sezonie 2015/16 został wypożyczony do tureckiego Fenerbahçe SK. 

## Sukcesy
Sauo Paulo
- Brazylijska Serie A (2x): 2007, 2008

FC Porto
- Superpuchar Portugalii (2x): 2012, 2013